# Waterlinie

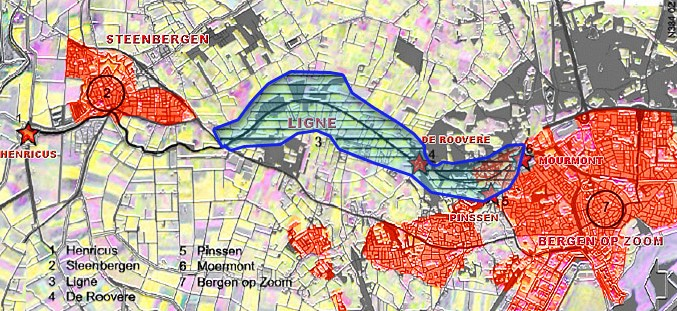
West-Brabantse waterlinie

Een waterlinie is een serie van defensieve werken die (deels) omgeven zijn door geïnundeerde gebieden.
In Nederland bleek het onder water laten lopen van gebieden een goede manier om de vijand tegen te houden. Hiertoe werden zelfs speciale waterstaattechnische werken gemaakt (bijvoorbeeld speciale inundatiesluizen).
Een waterlinie is vaak een snoer van vestingwerken met daartussen inundatiegebieden. De vestingwerken liggen rond steden en op hoger gelegen delen, die niet onder water gezet kunnen worden (accessen). Alleen bij acute dreiging werden de gebieden geïnundeerd.
De bedoeling van inundatie is dat het water circa 40 cm boven het bewuste terrein komt, waarmee het voor infanterie onbegaanbaar wordt, doch te ondiep is om erdoorheen te varen. Het is daarmee noodzakelijk de waterstand zeer nauwkeurig te kunnen reguleren.
De boeren wier grond in de onder water te zetten gebieden lag, waren natuurlijk niet blij met deze actie. De linie moest daarom niet alleen beschermd worden tegen aanvallen van de vijand, maar ook tegen boze boeren die de linie zouden kunnen willen saboteren (in de Vestingwet was hiertoe in een schadeloosstelling voorzien).
Het gebruik van de waterlinie als defensief werk heeft nogal geleden onder uitvindingen als het vliegtuig.

## Voorbeelden van waterlinies
- Grebbelinie
- Oude Hollandse Waterlinie
- Nieuwe Hollandse Waterlinie
- IJssellinie
- West-Brabantse waterlinie
- Friese waterlinie
- Zuiderfrontier
- Stelling van Amsterdam
- Staats-Spaanse Linies

acces · affuit · approche · arsenaal · banket · barbacane · barbette · bastion · bastei · batterij · bedekte weg · beer · berm · blokhuis · bolwerk · borstwering · bres · buitenwerk · bunker · bonnet-traverse · caponnière · circumvallatielinie · citadel · contravallatielinie · contre-approche · contrefossé · contregarde · coupure· contrescarpe · courtine · couvre-face · cunette · damsluis · Dienst der Fortificatiën · demi-lune · dwingel · enveloppe · erkertoren · escarpe · face · faussebraye · flank · flèche · fort · fossé · glacis · gracht · halve maan · hamei · hoornwerk · inundatie ·  inundatiekanaal · inundatiesluis · Italiaans vestingstelsel · kat · kazemat · keel · kroonwerk · kruithuis · landpoort · linie · lunet · mezekouw · Nieuw Nederlands Vestingstelsel · onderwal · ontmanteling · opril · Oud-Nederlands vestingstelsel · palissade · papenmuts · plongee · polygonaal stelsel · poortgebouw · poterne · pulvertoren · ravelijn · redan · redoute · reduit · retranchement · rondeel · saillant · sas · schans · schietgat · schilderhuis · schootsveld · singel · sortie · stadsmuur · stadspoort · tamboer · terreplein · tenaille · tobruk · torenfort · traverse · valhek · verdedigingswerk · vesting · vestingstad · voorwerk · wal · walstraat · waltoren · wapenplaats · waterlinie · waterpoort · weermuur · wolfskuil · zwaluwstaart